# Michael Stockhammer
Michael Stockhammer (* 4. Februar 1980) ist ein ehemaliger deutscher Basketballspieler. Der 1,93 Meter große Aufbau- und Flügelspieler spielte während seiner Karriere unter anderem für BCJ Hamburg in der Basketball-Bundesliga.

## Laufbahn
Stockhammer stammt aus Hamburg und spielte für die TSG Bergedorf. Er spielte erst mit 16 Jahren Basketball im Verein, zuvor war er Fußballer. Im Herrenbereich gehörte er der Bergedorfer Mannschaft unter der Leitung von Trainer Marcus Egin an und stieg mit ihr 2000 in die 1. Regionalliga an. Zudem kam Stockhammer in der Schlussphase der Saison 1999/2000 dank einer Doppellizenz zu Zweitligaeinsätzen für den SC Rist Wedel. Zur Saison 2000/01 wechselte er zum BCJ Hamburg in die Basketball-Bundesliga. Für BCJ bestritt er 18 Bundesliga-Spiele und lief für den Verein nach dem Abstieg auch in der zweiten Liga (2001/02) auf.
2002 ging Stockhammer in die Vereinigten Staaten, um dort Studium und Leistungssport miteinander zu verbinden. Er spielte bis 2004 am College of the Siskiyous im Bundesstaat Kalifornien, gefolgt von drei Jahren an der California State University, Chico, wobei er während der Saison 2004/05 aussetzte, um eine Knöchelverletzung auszukurieren. 2007 verließ er die USA in Richtung Österreich, wo er in der Saison 2007/08 für den Erstligaverein Basket Clubs Vienna spielte, im Spieljahr 2008/09 verstärkte er kurzzeitig die TG Renesas Landshut in der 2. Bundesliga ProB.
Nach seiner Basketballlaufbahn wurde Stockhammer in seiner Heimatstadt Hamburg Lehrer für Englisch und Sport.